# Berry Lipman
Berry Lipman, geboren als Friedel Berlipp (Burgdorf (Hannover), 11 januari 1921 – Bergheim (Noordrijn-Westfalen), 21 augustus 2016), was een Duitse jazzmuzikant, orkestleider, componist, arrangeur en muziekproducent.

## Biografie
Lipman kreeg voor het begin van zijn carrière vioolonderricht en was tijdens de Tweede Wereldoorlog vanaf 1940 gestationeerd bij het muziekkorps van de luchtmacht in Celle en Oldenburg. Hij verloor als soldaat tijdens de oorlog twee vingers, zodat hij wisselde naar de gitaar. In 1945 kreeg hij een eerste verbintenis als muzikant met een gastcontract aan het Staatstheater Oldenburg. In 1947 ging hij als componist aan de Wuppertaler Bühnen en kwam met rhythm-and-blues als arrangeur, componist en instrumentalist in contact met de NWDR en SWF Koblenz. Vanaf 1952 speelde hij als gitarist en percussionist bij Harald Banter, met wie hij ook in 1955 optrad tijdens het Deutsche Jazzfestival.
In 1955 werd hij orkestleider en componist voor EMI Music en werkte hij voor Gitte, Conny Froboess, Chris Howland, Lale Andersen, Cliff Richard, Charles Aznavour, Dalida, Zarah Leander en vele anderen. In 1959 schreef hij de arrangementen voor de muziekfilm Hula-Hopp, Conny. In hetzelfde jaar volgden de muziekarrangementen voor de film Das blaue Meer und Du.
In 1964 werd hij gehaald door het label Deutsche Vogue als chefproducent. Hij produceerde o.a. Petula Clark, Pat Boone, Billy Vaughn, Dionne Warwick en Jonny Teupen. In 1967 werd hij zelfstandig muziekproducent. Zijn eerste wereldwijde succes was het door James Lloyd gezongen Keep On Smiling. Hij formeerde het Berry Lipman Orchestra, dat zich onderscheidde door het spelen van vele evergreens in de toenmalige typische easy listening-stijl. De beide grootste hits van het orkest waren The Girls From Paramaribo en La Parranda, die Lipman ook zelf componeerde.
Verder was hij actief als filmcomponist. Vanaf 1976 schreef hij de muziek voor de Brits/Duitse tv-serie Star Maidens. In 1978 vertoonde hij de film SexWorld van regisseur Anthony Spinelli. Hij schreef ook de muziek voor de kindermusical Oh, Mister Mock, dat in 1983 werd opgevoerd in de opera van Wuppertal.
De muzikale erfenis van Berry Lipman bevindt zich in het Duitse componistenarchief in Hellerau - Europäisches Zentrum der Künste Dresden.

## Trivia
- Lipmans vertolking van het nummer Lady Rose van Mungo Jerry was een bekende aftiteling op de radio. Met deze versie opende Monika Jetter tijdens de jaren 1980 het programma NDR 2 am Vormittag. Het vrouwenkoor aan het begin schijnt Jettata te zingen en daarmee de presentatrice te roepen. Het nummer van de Berry Lipman Band is ook te horen op de dubbel-lp Super-Party – 48 Top-Hits for Dancing uit 1971.

## Overlijden
Berry Lipman overleed in augustus 2016 op 94-jarige leeftijd.
- Gemeinsame Normdatei: 13444602X
- International Standard Name Identifier: 0000 0001 1886 645X
- Library of Congress Control Number: n2008076995
- MusicBrainz: 354310d7-66cd-4872-bca9-f89c36192108
- Nationale Bibliotheek van Tsjechië: mzk2011668166
- Virtual International Authority File: 79578658
- WorldCat: E39PBJtCGr8FBRvVQJRh3WF3Qq